# Sodalité
Une sodalité est une association romaine (Empire romain). Le mot latin sodalitas fut repris par des groupes associés à l'Église catholique.

## Généralités
Dans leur sens le plus général, les deux mots romains sodalitas, sodalicium, désignaient toute association ; ils étaient synonymes de collegium. Mais le nom de sodalités fut plus spécialement donné, d'une part, à des associations politiques, sortes de clubs électoraux, qui se formèrent au dernier siècle de la République, d'autre part, à des confréries religieuses chargées de célébrer certains cultes particuliers. 
Les sodalités politiques se composaient de citoyens riches, ambitieux, qui mettaient en commun leurs ressources et leurs talents pour arriver aux honneurs. Elles n'hésitaient pas à acheter les suffrages du peuple romain. En 58 av. J.-C. fut voté un sénatus-consulte qui leur ordonnait de se dissoudre. Trois ans plus tard, il fallut prendre contre elles de nouvelles mesures : ce fut l'objet de la lex Licinia de sodaliciis. Les sodalités politiques disparurent naturellement sous l'empire. 

## Religion
Les sodalités religieuses doivent être divisées en deux catégories : les anciennes sodalités, dont l'origine remontait aux temps les plus lointains de l'histoire romaine, et les sodalités impériales constituées sur le modèle des premières.
Les anciennes sodalités comprenaient :
- les luperques, célébrants de la fête des Lupercales qui avait lieu le 15 février, avec une cérémonie en souvenir de l'allaitement de Romulus et Rémus par la louve. Il y avait douze luperques du Palatin et douze luperques du Quirinal ;
- les frères arvales, douze desservants du culte de la déesse agraire Dia dea (Cérès), ainsi que de l'entretien du bois sacré ;
- les saliens, chargés des chants et danses lors des rituels guerriers de mars et d'octobre. Ils sont vingt-quatre en tout : douze saliens du Palatin et douze saliens du Quirinal. La danse qu'ils exécutent est dite le tripudium (danse à trois temps) ;
- les sodales Titienses[réf. nécessaire] ou titii, dont on ne sait rien à part qu’ils étaient au nombre de vingt ;
- les flamines, prêtres chargés chacun du culte d'un dieu ;
- les fétiaux, chargés de garantir le respect du droit dans les relations avec les autres peuples (notamment au moment de la déclaration de guerre, et respect des traités) et dont l'activité a donné lieu à la naissance du ius fetiale.

Ces anciennes sodalités étaient des confréries publiques et officielles. L'État les avait sans doute organisées pour remplacer des gentes, disparues à l'époque historique et qui avaient été jadis chargées de célébrer certains cultes ou certaines cérémonies. 
Les sodalités impériales eurent pour mission de célébrer à Rome le culte des empereurs. La première de ces confréries fut créée en 14 ap. J.-C., aussitôt qu'Auguste eut été élevé, par l'apothéose, au rang des dieux. Les membres de cette sodalité s'appelaient sodales Augustales.

## Autres sodalités
Plus tard, d'autres sodalités analogues furent constituées, celle des Flaviales Titiales pour Vespasien et Titus ; celle des Hadrianales pour Hadrien, celle des Antoniniani pour Antonin le Pieux. Cette dernière fut chargée du culte de tous les empereurs qui reçurent l'apothéose à la fin du IIe et au IIIe siècle ap. J.-C.. Nous ne connaissons avec quelque détail que la sodalité des sodales Augustales ; elle se composait à l'origine de 21 membres ; au IIe siècle il y en eut 28. Ces membres devaient appartenir à l'ordre sénatorial. La sodalité avait à sa tête trois magistrats.